# Haditha
Haditha (Arabisch: حديثة) is een Irakese stad. Haditha ligt ongeveer 240 km ten noordwesten van de hoofdstad Bagdad, in de provincie Al-Anbar aan de rivier de Eufraat.
De stad telt circa 90.000 inwoners. De economische bedrijvigheid bestaat hoofdzakelijk uit landbouwactiviteiten.
Op 19 november 2005 zouden Amerikaanse mariniers in deze plaats een bloedbad hebben aangericht onder burgers, zie bloedbad van Haditha.